# Pierre-Antoine Lebrun
Pierre Antoine Lebrun (ur. 29 listopada lub 29 grudnia 1785 w Paryżu, zm. 27 maja 1873) – francuski poeta, dramaturg i polityk.

## Życiorys
Jego utwór Ode à la grande armée zwrócił uwagę Napoleona; zapewniło mu to pensję rządową w wysokości 1200 franków. Pisał dramaty (Ulysse (1814), Marie Stuart (1820), który odniósł duży sukces, oraz Le Cid d’Andalousie (1825)). W 1820 r. odwiedził Grecję. Po powrocie do Paryża w 1822 r. opublikował odę o śmierci Napoleona, co kosztowało go utratę pensji. W 1825 r. gościł u Waltera Scotta. Koronacja Karola X zainspirowała go do napisania La Vallée de Champrosay. W 1828 r. opublikował poemat La Grèce, w tym samym roku został też wybrany do Akademii Francuskiej. W latach 1831–1848 był dyrektorem Drukarni Królewskiej, w 1853 r. został wybrany do senatu.
W 1868 r. odznaczony Orderem Narodowym Legii Honorowej w klasie Wielkiego Oficera (Grand Officier).

## Dzieła
Źródło:
- La plantation de l’arbre de la liberté. L’âne et le singe (1799)
- Les Souvenirs (1802)
- Ode à la grande armée (1805)
- Ode sur la guerre de Prusse (1806)
- La colère d’Apollon. La mort d’Écouchard Lebrun. La campagne de 1807 (1807)
- Ulysse (1815)
- Le bonheur de l’étude (1818)
- Marie Stuart (1820)
- Au vaisseau de l’Angleterre. Olympie. Jeanne d’Arc. Super flumina. La mort de Napoléon (1822)
- Pallas fils d’Évandre (1822)
- Le voyage en Grèce (1828)
- Œuvres, 2 vol. (1844)